# Rhyacophila martynovi
Rhyacophila martynovi là một loài Trichoptera trong họ Rhyacophilidae. Chúng phân bố ở miền Cổ bắc.